# Кужутки
Кужутки (рос. Кужутки) — присілок в Дальнеконстантиновському районі Нижньогородської області Російської Федерації.
Населення становить 720 осіб. Входить до складу муніципального утворення Кужутська сільрада.

## Історія
Від 2009 року входить до складу муніципального утворення Кужутська сільрада.

## Населення
| 2002 | 2010 |
| ---- | ---- |
| 699  | ↗720 |